# Ybyraj Altynsarin
Ybyraj Altynsarin (kazašsky: Ыбырай Алтынсарин; 20. říjnajul./ 1. listopadu 1841greg. – 17. červencejul./ 29. července 1889greg.) byl jedním z nejvlivnějších kazašských učenců 19. století. Kazašskou kulturu ovlivnil především zavedením cyrilice a prosazováním západního stylu školství.
Vzdělání dostal v ruských školách a pracoval poté pro ruskou koloniální správu, nejprve jako soudní asistent, později i jako soudce. Roku 1864 se stal inspektorem dohlížejícím na všechny školy v oblasti dnes zvané Kostanajská oblast. Jeho pravomoci se blížily téměř ministru školství – několik škol založil, včetně dívčí školy v Irgizu (1884) a učitelské školy v Orsku, vypracoval nový model výuky, který upozaďoval jak pravoslavné tendence, tak tatarský kulturní vliv – ve prospěch kazaštiny, ruského kulturního vlivu a moderních pedagogických metod. Zavedl také cyrilici jako písmo, v níž mají žáci psát kazašsky. To mělo dalekosáhlé důsledky, cyrilice se užívá v kazaštině dodnes (jakkoli vůdce Kazachstánu Nursultan Nazarbajev rozhodl ve 21. století o postupném přechodu k latince). Altynsarin napsal též první gramatickou příručku kazaštiny a založil první kazašsko-ruské noviny. Krom toho překládal učební texty, psal básně se sociální tematikou i naučné příběhy pro děti. Za své služby Ruskému impériu byl carem jmenován státním radou.
Řada kazašských institucí, včetně kazašské akademie věd a státního pedagogického institutu dnes v Kazachstánu nese jeho jméno. V Kostanaji má muzeum, v roce 2020 byla na hlavním náměstí odhalena jeho socha.